# Rhapsodie à sept
Rhapsodie à sept est un septuor pour clarinette, basson, cornet à pistons, trombone, percussion, violon et contrebasse d'André Jolivet. Composé en 1957, il est créé le 13 novembre 1959 au Festival de Brunswick en Allemagne.

## Présentation
La Rhapsodie à sept est une commande de René Nicoly, président des Jeunesses musicales de France, pour compléter un programme de concert dans lequel figurait L'Histoire du soldat. La partition de Jolivet, composée en 1957, adopte de ce fait le même effectif instrumental que celui retenu par Stravinsky, soit un septuor constitué d'un violon, une contrebasse, une clarinette, un basson, un cornet à pistons, un trombone et des percussions. 
La Rhapsodie à sept est créée le 13 novembre 1959 au Festival de Brunswick en Allemagne. 
L’œuvre, d'une durée moyenne d'exécution de dix-neuf minutes environ, est composée de trois mouvements qui « relèvent d'un esprit traditionnel, tant formellement que du point de vue de l'écriture » :
1. Résolu ;
2. Hiératique ;
3. Incisif.